# Luis Manuel Seijas
Luis Manuel Seijas Gunther (ur. 23 czerwca 1986 w Valencii) – piłkarz wenezuelski grający na pozycji lewego pomocnika. Od 2013 roku jest zawodnikiem klubu Deportivo Quito.

## Kariera klubowa
Karierę piłkarską Seijas rozpoczął w klubie Caracas FC. W sezonie 2004/2005 zadebiutował w jego barwach w wenezuelskiej Primera División. W sezonie 2005/2006 przyczynił się do wywalczenia przez Caracas FC tytułu mistrza Wenezueli.
Na początku 2006 roku Seijas przeszedł do argentyńskiego CA Banfield. W argentyńskiej lidze swój debiut zanotował 9 września 2006 w zremisowanym 0:0 wyjazdowym meczu z Estudiantes La Plata. W Estudiantes grał do 2007 roku.
W 2007 roku Seijas wrócił do Wenezueli i został zawodnikiem klubu Deportivo Táchira. W sezonie 2007/2008 został z nim mistrzem kraju, ale jeszcze w jego trakcie odszedł do kolumbijskiego Independiente Santa Fe. W 2009 roku zdobył z Independiente Copa Colombia.
Latem 2011 roku Seijas podpisał kontrakt z belgijskim zespołem Standard Liège. W belgijskiej lidze zadebiutował 10 września 2011 w zwycięskim 1:0 domowym meczu z KVC Westerlo.
W 2013 roku Seijas przeszedł do ekwadorskiego Deportivo Quito.
| Sezon   | Klub                   | Kraj      | Rozgrywki           | Mecze | Bramki |
| ------- | ---------------------- | --------- | ------------------- | ----- | ------ |
| 2004/05 | Caracas FC             | Wenezuela | Primera División    | ?     | ?      |
| 2005/06 | Caracas FC             | Wenezuela | Primera División    | ?     | ?      |
| 2005/06 | CA Banfield            | Argentyna | Primera División    | 0     | 0      |
| 2006/07 | CA Banfield            | Argentyna | Primera División    | 4     | 0      |
| 2007/08 | Deportivo Táchira      | Wenezuela | Primera División    | 16    | 4      |
| 2008    | Independiente Santa Fe | Kolumbia  | Categoría Primera A | 40    | 5      |
| 2009    | Independiente Santa Fe | Kolumbia  | Categoría Primera A | 24    | 3      |
| 2010    | Independiente Santa Fe | Kolumbia  | Categoría Primera A | 24    | 4      |
| 2011    | Independiente Santa Fe | Kolumbia  | Categoría Primera A | 14    | 1      |
| 2011/12 | Standard Liège         | Belgia    | Eerste klasse       | 28    | 3      |
| 2012/13 | Standard Liège         | Belgia    | Eerste klasse       | 18    | 3      |
| 2013    | Deportivo Quito        | Ekwador   | Serie A             |       |        |

## Kariera reprezentacyjna
W reprezentacji Wenezueli Seijas zadebiutował w 2006 roku. W 2011 roku zajął z kadrą narodową 4. miejsce w Copa América 2011. Na tym turnieju rozegrał dwa mecze: ćwierćfinał z Chile (2:1) i o 3. miejsce z Peru (1:4).